# Provincije Solomonskih Otoka
Solomonski Otoci su podijeljeni u devet provincija. Glavni grad države Honiara na otoku Guadalcanalu ima poseban status.
Dok je Velika Britanija upravljala otočjem ono je bilo podjeljeno na 12 upravnih područja: Choiseula, Istočni Solomoni, Gizo, Guadalcanal, Lord Howe, Malaita, Nggela i Savo, Rennell i Bellona Otoci, Santa Cruz, Shortlands,  Ysabel i Cape Marsh te Sikaiana (Stewart). Glavni grad je bio je Tulagi.
Nakon Drugog svjetskog rata otočje je preustrojeno u četiri okruga, Središnji, Zapadni, Istočni i Malalaita. Glavni grad je preseljen u Honiaru.
Godine 1981. država je podijeljena na sedam provincija. Godine 1983. stvorena je provincija Guadalcanal, a 1995. provincija Rennell i Bellona.

## Popis provincija
| #  | Provincija             | Središte | Površina (km²) | Stanovništvo popis 1999. | Stanovništvo na km² (2009.) | Stanovništvo popis 1999. |
| -- | ---------------------- | -------- | -------------- | ------------------------ | --------------------------- | ------------------------ |
| 1. | Središnja provincija   | Tulagi   | 615            | 21.577                   | 42,4                        | 26.051                   |
| 2. | Choiseul               | Taro     | 3.837          | 20.008                   | 6,9                         | 26.371                   |
| 3. | Guadalcanal            | Honiara  | 5.336          | 60.275                   | 17,5                        | 93.613                   |
| 4. | Isabel                 | Buala    | 4.136          | 20.421                   | 6,3                         | 26.158                   |
| 5. | Makira-Ulawa           | Kirakira | 3.188          | 31.006                   | 12,7                        | 40.419                   |
| 6. | Malaita                | Auki     | 4.225          | 122.620                  | 32,6                        | 137.596                  |
| 7. | Rennell i Bellona      | Tigoa    | 671            | 2.377                    | 4,5                         | 3.041                    |
| 8. | Temotu                 | Lata     | 895            | 18.912                   | 23,9                        | 21.362                   |
| 9. | Zapadna provincija     | Gizo     | 5.475          | 62.739                   | 14,0                        | 76.649                   |
| -  | Područje glavnog grada | Honiara  | 22             | 49.107                   | 2.936.8                     | 64.609                   |
|    | Salomonski Otoci       | Honiara  | 28.400         | 409.042                  | 14,7                        | 515.870                  |

[1] isključujući područje glavnog grada Honiare